# 汤浅泰雄
汤浅泰雄（1925年6月5日—2005年11月9日）是一位日本哲学家。

## 生平
1925年出生于日本福冈县，师从和辻哲郎学习伦理学，师从本山博学习心灵哲学，这些都影响其哲学思维，1973年获得东京大学文学博士学位。毕业后担任山梨大学助教授、教授，1975年担任大阪大学日本学教授，1981年担任筑波大学教授，1989年担任樱美林大学教授。

## 著作
- 《灵肉探微》，中国友谊出版公司，1990年1月，ISBN 9787505702455